# Auge Gottes (See)

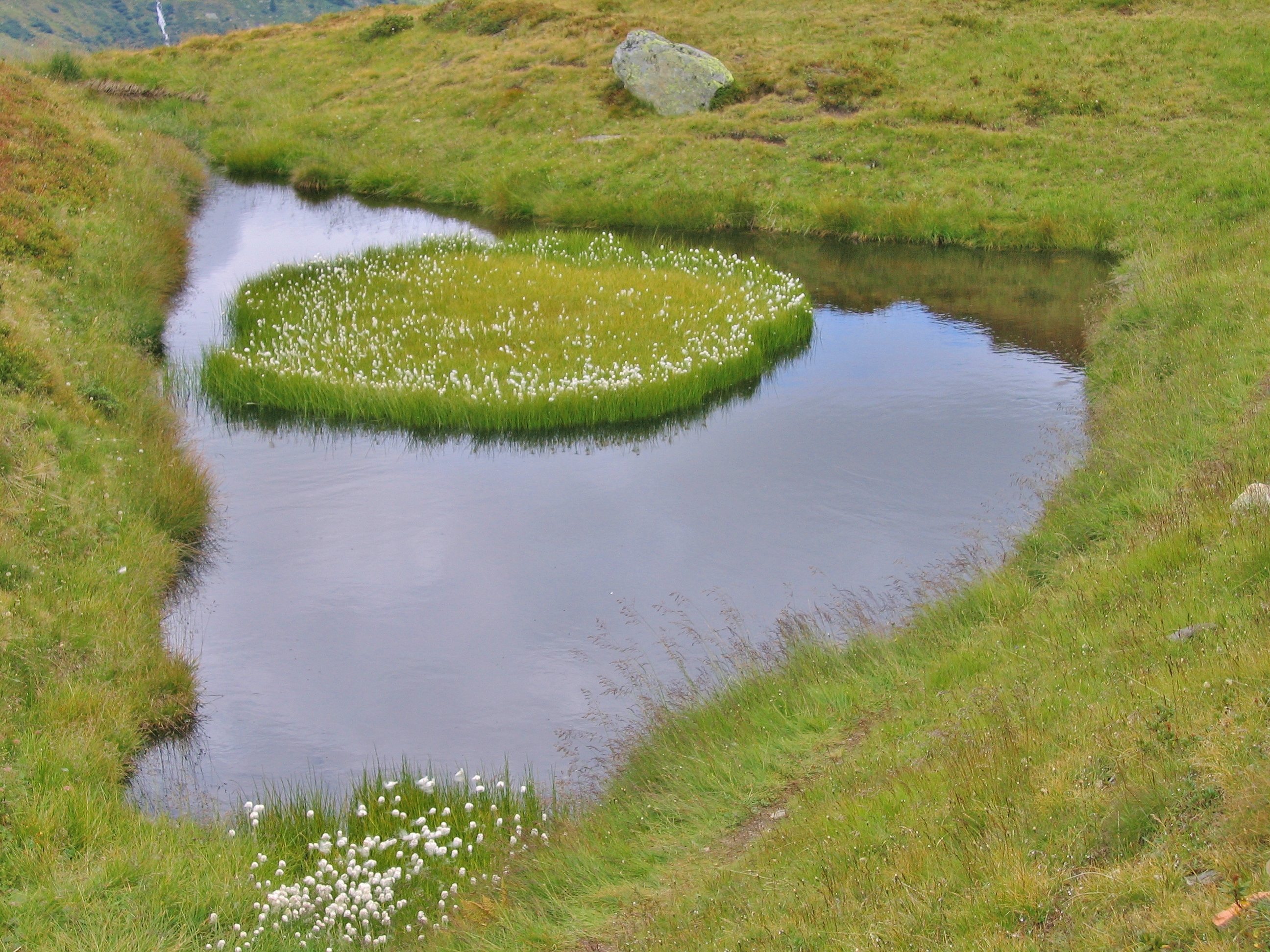
2006, vom Weg an der Südwestseite gesehen

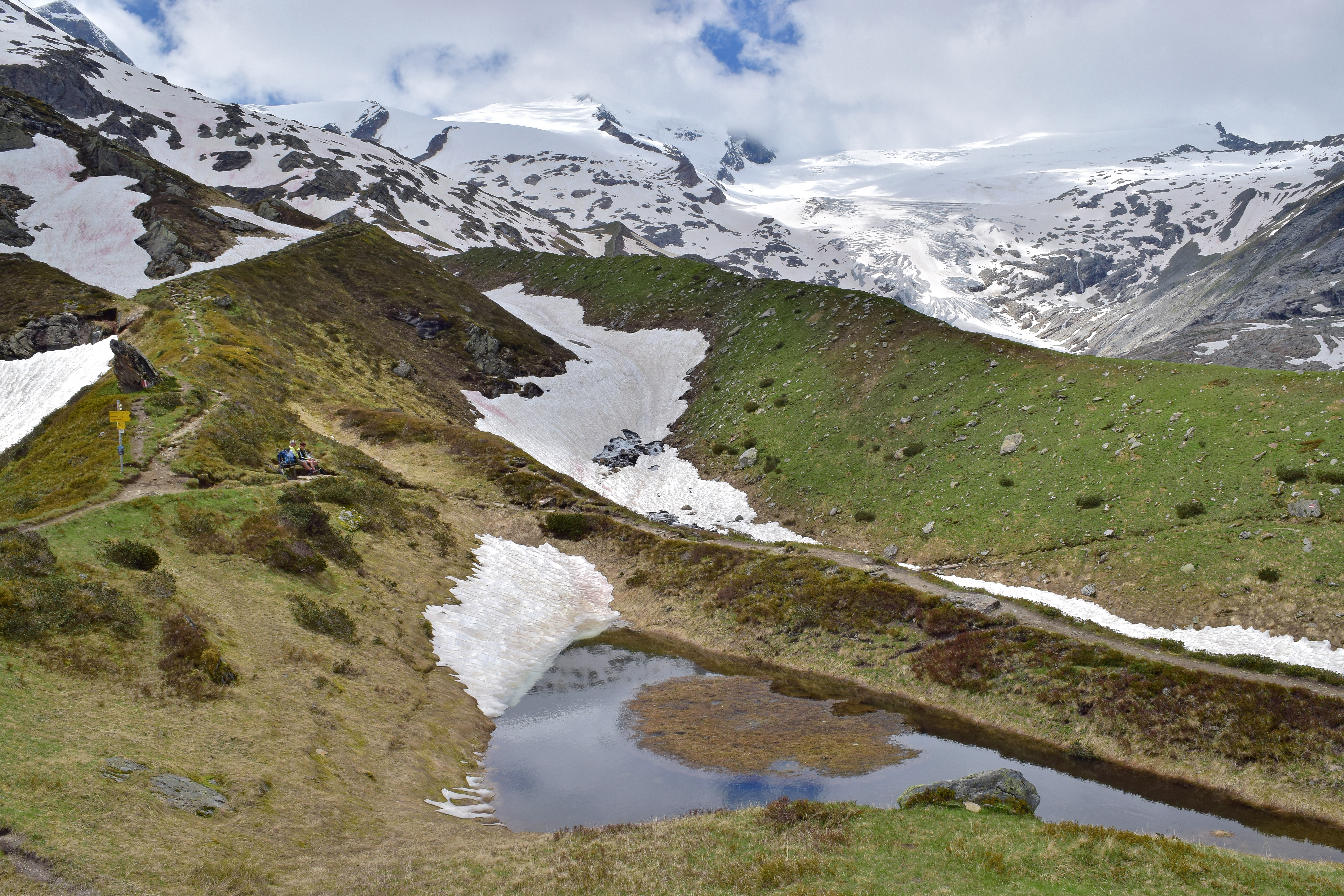
2020, Lage zwischen Moränenwällen des Schlatenkeeses

Als Auge Gottes wird ein Moortümpel in der Venedigergruppe bezeichnet, der zwischen den Moränenwällen des Schlatenkeeses aufgestaut ist. Er liegt in der Kernzone des Nationalparks Hohe Tauern am Gletscherweg Innergschlöß in einer Höhe von 2167 m ü. A. im österreichischen Osttirol.
Dem kleinen, dreieckigen Tümpel mit einer kleinen runden Wollgrasinsel in seiner Mitte hatten Hirten aufgrund seines Aussehens (Kreis im Dreievk) diesen Namen gegeben. Er ist wie der unterhalb liegende Salzbodensee abgedämmt von Moränen. Eine Untersuchung des heute nur noch in Resten vorhandenen Moors brachte wesentliche Aufschlüsse für die Beurteilung nacheiszeitlicher Gletscher- und Klimaschwankungen. Ein in den untersten Torfschichten eingelagerter Zirbenholzrest wurde auf ein Alter von rund 10.000 Jahren datiert. Vor 7.700 bis 9.000 Jahren befand sich das Moor in einem gut wachsenden, geschlossenen Wald. Durch einen Klimarückschlag vor 7.500 Jahren wurde abgestorbenes Baumholz im Moor eingelagert, das Torfwachstum ist seit 6.800 Jahren so gut wie eingestellt. Heutzutage ist das ganze Gebiet waldfrei. Verlandungsprozesse lassen das Auge Gottes in den letzten Jahren immer weiter zuwachsen.
Von Innergschlöß kommend kann man das Auge Gottes über einen alten Hirtenpfad (heute Teil des Gletscherwegs Innergschlöss) in etwa zwei Stunden erreichen.

## Belege
1. ↑  Lage & Höhe bei «AMap (BEV)».
2. 1 2  Hannes Schlosser: Gletscherweg Innergschlöß Venedigergruppe. Hrsg.: ÖAV (= Naturkundlicher Führer). 5. Auflage. Innsbruck 2018, S. 80–82.

Koordinaten: 47° 6′ 53″ N, 12° 25′ 30″ O